# Ditrichum montanum
Ditrichum montanum är en bladmossart som beskrevs av Leiberg 1893. Ditrichum montanum ingår i släktet grusmossor, och familjen Ditrichaceae. Inga underarter finns listade i Catalogue of Life.